# Глейдс (округ)
Глейдс (англ. Glades county) — округ штата Флорида Соединённых Штатов Америки. На 2000 год в нем проживало 10 576 человек. По оценке бюро переписи населения США в 2005 году население округа составляло 11 252 человека. Окружным центром является город Мур-Хейвен.

## История
Округ Глейдс был сформирован в 1921 году. Своё название он получил от района Эверглейдс в южной Флориде. Округ Глейдс также является родиной одного из самых продолжительных музыкальных фестивалей Chalo Nitka — праздника местной истории и культуры, играющего роль ярмарки округа. Фестиваль также уделяет внимание установлению долгосрочных и дружественных отношений между населением округа Глейдс и местными группами семинолов.

## Географическое положение
По оценке бюро переписи населения США, общая площадь округа составляет 2 555 км², из которых 2 004 км² суши и 551 км² водной поверхности, занимающей 21,57 % всей площади округа. Округ расположен на юге центральной части штата. Граничит с округами: Хайлендс (на севере), Окичоби (на северо-востоке), Мартин (на востоке), Палм-Бич (на юго-востоке), Хендри (на юге),  Ли (на юго-западе), Шарлотт (на западе) и Де-Сото (на северо-западе).

## Население
По данным переписи 2000 года население округа составляет 10 576 человек.  Расовый состав: белые – 76,99%; афроамериканцы – 10,53%; азиаты – 0,33%; коренные американцы – 4,93%; океанийцы – 0,02%; другие расы – 5,63%; представители двух и более рас – 1,58%. Возрастная структура: до 18 лет: 22,1%; от 18 до 24 лет: 7,6%; от 25 до 44 лет: 27%; от 45 до 64 лет: 24.5%; старше 64 лет – 18,8%. Средний возраст населения – 40 лет. На каждые 100 женщин приходится 121,5 мужчин.
Динамика роста населения:
- 1940: 	2 745 чел.
- 1950: 	2 199 чел.
- 1960: 	2 950 чел.
- 1970: 	3 669 чел.
- 1980: 	5 992 чел.
- 1990: 	7 591 чел.
- 2000: 	10 576	чел.
- 2010: 	12 884	чел.